# Enrico Kühn
Pour les articles homonymes, voir Kühn.
Enrico Kühn, né le 10 mars 1977 à Bad Langensalza, est un bobeur allemand.

## Carrière
Enrico Kühn participe à deux Jeux olympiques. En 2002 à Salt Lake City, il est sacré champion olympique de bob à quatre avec André Lange, Kevin Kuske et Carsten Embach. Aux Jeux olympiques de 2006 à Turin, il termine cinquième en bob à quatre.

## Palmarès

### Jeux Olympiques
- : médaillé d'or en bob à 4 aux JO 2002.

### Championnats monde
- : médaillé d'argent en bob à 4 aux championnats monde de 2004.